# 筒香荘
筒香荘（つつがのしょう）は、紀伊国伊都郡（現在の和歌山県高野町筒香（つつが）付近）にあった荘園。津々賀荘とも表記された。
金剛峯寺領の1つであり、『紀伊続風土記』に引用された弘安8年（1285年）9月付の金剛峯寺領の注文に同荘の名がある。また、同書によれば、「筒香」とは「筒は狭き義、香は河の下略にて、峡谷の義なるへし」と解説して、『播磨国風土記』に記された「紀伊の国管川藤代の峯」の"管川（つつがわ）"の比定地としている。
筒香荘は中世を通じて金剛峯寺領であったとみられるが記録が乏しいために詳細は不明であり、むしろ荘園公領制の解体後も江戸時代を通じて金剛峯寺の寺領とされたため、この時期の記録の方が多く伝えられている。天正19年（1591年）10月付の金剛峯寺領の注文には196石2斗7升であったと記されている。江戸時代には上下2か村、後に上中下3か村に分割された。享保14年（1729年）に入会地である野山を巡って訴訟が発生した時の記録によれば、上筒香村は成福院、中筒香村は三宝院、下筒香村は慈眼院という金剛峯寺に属する3つの院家に分割して知行されていたことが分かる。